# Jeff Waters
 (mai 2011).
Si vous disposez d'ouvrages ou d'articles de référence ou si vous connaissez des sites web de qualité traitant du thème abordé ici, merci de compléter l'article en donnant les références utiles à sa vérifiabilité et en les liant à la section « Notes et références ».
Jeff Waters (né le 13 février 1966) est un guitariste canadien, leader du groupe de thrash metal Annihilator et seul membre permanent depuis sa création.

## Biographie
Il est né et vivait à Ottawa, au Canada avant de s'installer[Quand ?] à Durham, en Angleterre[réf. souhaitée].
Il est l'auteur de presque toutes les chansons de Annihilator. Jeff est considéré comme une très grosse influence pour les guitaristes de metal d'aujourd'hui, tels qu'Alexi Laiho (Children Of Bodom), Willie Adler (Lamb Of God), Matt Heafy/Corey Beaulieu (Trivium) et Ol Drake (Evile)[réf. souhaitée]
Il figure dans la 3e position des « Cent plus grands guitaristes de metal » dans le livre de Joel McIver The 100 Greatest Metal Guitarists.
C'est lui qui s'occupe des guitares et de la basse sur la plupart des albums de Annihilator, qu'il enregistre chez lui dans son studio : le Watersound studio.
Il engage différents membres pour jouer lors des tournées. Il est également le principal producteur des albums du groupe depuis King of the Kill jusqu'à aujourd'hui. Il fut aussi le chanteur du groupe de 1994 à 1997. Jeff a aussi participé à l'album de Roadrunner Records Roadrunner United en tant que guitariste solo sur The Dagger et sur Independent (Voice of the Voiceless). Il a par ailleurs produit le premier album de Defiance, Product of Society, et apparait sur le premier album de After Forever.
Jeff a étudié la guitare classique et un peu de Jazz lorsqu'il était jeune, mais continue son apprentissage musical seul avec les disques d'AC/DC, Van Halen, Iron Maiden, Judas Priest puis de thrash metal. Il pratique alors la guitare jusqu'à 10 heures par jour.
Dave Mustaine lui demanda par deux fois de rejoindre son groupe Megadeth en 1989 et en 2004 mais refusa préférant se concentrer sur Annihilator.
Personnage extrêmement sympathique et plein d'humour, il est de son propre aveu régulièrement confondu avec Matthew Fox dont d'ailleurs il partage la même année de naissance, 1966, ce qui amplifie même la ressemblance depuis qu'il porte les cheveux courts.
Il compose de la musique non metal pour d'autres artistes sous un pseudonyme.

## Instruments
Au début de sa carrière, Jeff Waters jouait sur une Hamer Flying V. Vers 1994, il s'essaye à d'autres guitares et joue depuis sur des modèles classiques comme Gibson SG et Gibson Les Paul. Il utilise aussi une Fender Stratocaster en studio. Il est aussi connu pour jouer sur la guitare signature de Dave Mustaine Flying V de ESP qu'il utilisa pour l'enregistrement de Schizo Deluxe. Jeff joue actuellement sur Ran Guitars. Il possède maintenant sa propre signature chez Epiphone et fait un tour de promotion en Europe en novembre 2009 pour présenter le prototype qui sera vendu en 2010.
Il participe alors  pour les fabricants de matériel (amplifications, racks et pédales d'effets) et d'instruments de musique (guitares signatures) à de nombreuses vidéo promotionnelles, cliniques de guitare ou master sessions et showcases à divers foires d'instruments de musique en Europe, faisant profiter à tous de son jeu de guitare autant que de son expérience de studio.

## Discographie

### avec Annihilator
- 1986 - Phantasmagoria (EP)
- 1989 - Alice in Hell
- 1990 - Never, Neverland
- 1990 - Stonewall (Single)
- 1993 - Set the World on Fire
- 1993 - Set the World on Fire (Single)
- 1993 - Phoenix Rising (Single)
- 1994 - Bag Of Tricks
- 1994 - King of the Kill
- 1996 - Refresh the Demon
- 1996 - In Command (Live 1989-1990)
- 1997 - Remains
- 1999 - Criteria for a Black Widow
- 2001 - Carnival Diablos
- 2002 - Waking the Fury
- 2003 - Double Live Annihilation
- 2004 - The One (EP)
- 2004 - All for You
- 2004 - Best of Annihilator
- 2005 - Schizo Deluxe
- 2006 - Ten Years in Hell (DVD)
- 2007 - Metal
- 2009 - Live at Masters Of Rock (CD/DVD)
- 2010 - Annihilator
- 2013 - Feast
- 2015 - Suicide Society
- 2017 - For the Demented
- 2020 - Balistic, Sadistic

### autres participation
| Année | Artiste            | Album                 | Chanson(s)                                         |
| ----- | ------------------ | --------------------- | -------------------------------------------------- |
| 2003  | Merendine Atomiche | Walk Across Fire      | Game Over                                          |
| 2003  | Soulscar           | Python                | Anti-Faith                                         |
| 2005  | Roadrunner United  | The All-Star Sessions | The Dagger et Independent (Voice of the Voiceless) |
| 2006  | Legen Beltza       | Dimension of Pain     | War of Wars                                        |
| 2006  | Memorain           | Reduced to Ashes      | TV War                                             |
| 2007  | After Forever      | After Forever         | De-Energized                                       |
| 2007  | Dew-Scented        | Incinerate            | Perdition for All                                  |
| 2008  | Destruction        | D.E.V.O.L.U.T.I.O.N.  | Urge (The Greed of Gain)                           |
| 2008  | Heavenwood         | Redemption            | Bridge to Neverland                                |
| 2008  | Outcast            | Self-Injected Reality | Autonomy In Progress                               |
| 2009  | Winters Dawn       | The Winter Is Dawning | Raptors                                            |